# Yoon Hye-young
Yoon Hye-young (15 de março de 1977) é uma arqueira sul-coreana, campeã olímpica.

## Carreira
Yoon Hye-young representou seu país nos Jogos Olímpicos em 1996, ganhando a medalha de ouro por equipes em Atlanta.